# Сопиште (община)
Община Сопиште (мак. Општина Сопиште) — община в Північній Македонії. Адміністративний центр — село Сопиште. Розташована в центрі Македонії, Скопський статистично-економічний регіон, з населенням 5 656 мешканців, які проживають на площі 222,1 км². Община межує зі столицею країни.